# Грациани, Франческо (певец)
Франческо Грациани (итал. Francesco Graziani, 26 апреля 1828 — 30 июня 1901) — итальянский оперный певец (баритон), преподаватель вокала. Грациани был назван первым современным баритоном, поскольку его вокальные данные хорошо подходили для оперных партий, сочинённых Джузеппе Верди, с которым он работал.

## Биография
Грациани родился в 1828 году в Фермо, Италия. Его старший брат, Лодовико Грациани (1820—1885), был драматическим тенором. Франческо учился у Челлини и дебютировал в Италии в 1851 году в Асколи-Пичено в «Джемме ди Верджи» Доницетти. В следующем сезоне он спел в Мачерате, исполнив партию Франческо в опере Верди I masnadieri. Грациани также выступал в Salle Ventadour с The Théâtre-Italien с 1853 по 1861 год, где он особенно преуспел в операх Верди, создав для Парижа образы Графа ди Луна в «Трубадуре», Жермона в «Травиате», и в заглавной партии в «Риголетто» и Ренато в «Бал-маскарад». Летом 1854 года он выступал с итальянской оперной труппой Макса Марецека в Castle Garden в Нью-Йорке.
Грациани выступал в Королевском оперном театре Ковент-Гарден с 1855 по 1880 год. Его дебют состоялся 26 апреля в партии Карлоса в опере Верди «Эрнани», затем Графа ди Луны в опере Верди «Трубадур» (10 мая), Риккардо в опере Беллини «Пуритане» (17 мая), Альфонсо в «Фаворитке» Доницетти (24 мая) и Яго в «Отелло» Россини (7 августа). Он исполнил партию Нелуско в лондонской премьере 1865 года «Африка» Джакомо Мейербера. Среди других ролей, которые он исполнил в Лондоне, были заглавная партия в «Риголетто», Ренато в «Бал-маскараде», Поза в «Дон Карлосе» и Амонасро в «Аиде» (все — Верди). Его последним выступлением стала партия Жермона в «Травиате» с Аделиной Патти 17 июля в заключительном спектакле сезона 1880 года.
10 ноября 1862 года в Санкт-Петербурге он прочно вошёл в историю оперы как исполнитель Дона Карлоса в первом исполнении оперы Верди «Сила судьбы».
Диапазон голоса Грациани расширился до A4, и современные критики высоко оценили его гладкость, красоту и простоту исполнения, но его театральные навыки были признаны менее выдающимися. Позже он переехал в Берлин, где стал учителем вокала. Среди его учениц была американская сопрано Джеральдин Фаррар.
Он умер 30 июня 1901 года на своей родине, в Фермо (Италия).
За свою карьеру Грациани не раз сталкивался с серьёзной конкуренцией со стороны ряда других выдающихся итальянских баритонов. Вероятно, величайшим из его непосредственных соперников был римлянин Антонио Котоньи, чей голос был такого же диапазона и красоты, как и у Грациани.

### Братья Грациани
У Франческо Грациани было три брата, которые также были профессиональными певцами:
Джузеппе Грациани (28 августа 1819 года, Фермо — 6 марта 1905 года, Порто-Сан-Джорджо), бас. Он учился у Саверио Меркаданте в Неаполе и выступал в основном на концертах.
Лодовико Грациани (14 ноября 1820 года, Фермо — 15 мая 1885 года, Фермо) стал широко известным тенором. Он исполнил партию Альфредо в «Травиате» Верди в «Ла Фениче».
Винченцо Грациани (16 февраля 1836 года, Фермо — 2 ноября 1906 года, Фермо) стал баритоном. В 1862 году он дебютировал в партии Белькора в опере Доницетти «Любовный напиток». Он рано бросил карьеру после того, как из-за болезни стал частично глухим.